# Hans Conradi
Hans Robert Theodor Conradi (* 18. November 1886 in Dresden, Deutschland; † 8. Februar 1956 in München) war ein deutscher Filmproduktionsleiter, Herstellungsleiter, Filmregisseur, Filmeditor, Tontechniker, Schauspieler und Pionier des deutschen Tonfilms.

## Leben
Conradi durchlief eine kaufmännische Lehre und begann 1910 seine berufliche Laufbahn als Theaterschauspieler in Potsdam, Eisenach und Hannover. Nach dem Ersten Weltkrieg spielte er unter anderem in Gleiwitz, wo er auch als Regisseur arbeiten durfte, und in Halberstadt. 1922 kam Conradi nach Berlin, um an den Barnowsky-Bühnen aufzutreten.
Wenig später wechselte Hans Conradi zum Film, trat 1925 in Das stolze Schweigen und 1926 in Liebe auf und arbeitete als Schnittmeister. Ende 1928 führte er auch Regie bei mehreren Kurzfilmen. 1929 schnitt er den ersten abendfüllenden deutschen Tonfilm Dich hab’ ich geliebt und war verantwortlich für die  Tontechnik. 1930 arbeitete er als tontechnischer Leiter bei Wien, du Stadt der Lieder, ab 1931 als Produktionsleiter bei diversen Produktionsfirmen. 
Im Dritten Reich stieg der Dresdner zum Herstellungs- bzw. Herstellungsgruppenleiter auf, ab 1938 arbeitete er im Dienste von Terra, UFA und Tobis. 1942 ging Conradi ins besetzte Paris zur deutsch-kontrollierten Filmgesellschaft Continental Films SA. Continental-Chef Alfred Greven ließ ihn dort als Synchronregisseur die deutschen Fassungen französischsprachiger Filme herstellen. Im Sommer 1944 kehrte Conradi nach Deutschland zurück und wurde eingezogen. 
Nach seiner Entlassung aus der Kriegsgefangenschaft begann Hans Conradi 1947 erneut als Synchronregisseur zu arbeiten. 1955 kehrte er für die Produktionsfirma Ernst Neubachs noch einmal zur Filmproduktionsleitung zurück. Kurz darauf verstarb Hans Conradi im 70. Lebensjahr.

## Filme
als Produktions-, Herstellungs- oder Herstellungsgruppenleiter, wenn nicht anders angegeben
- 1925: Das stolze Schweigen (Rolle)
- 1926: Liebe (Rolle)
- 1928: Deutscher Rundfunk (Dokumentarfilm)
- 1928: The Three Kukirolers (Kurzfilm, nur Regie)
- 1929: Und Nelson spielt (Kurzfilm, nur Regie)
- 1929: Lach-Terzett (Kurzfilm, nur Regie)
- 1929: Heimkehr vom Oktoberfest (Kurzfilm, nur Regie)
- 1929: Dich hab’ ich geliebt (Schnitt, Ton)
- 1930: Wien, du Stadt der Lieder (Ton)
- 1931: Das Lied vom Leben
- 1931: Die Koffer des Herrn O.F.
- 1932: Fünf von der Jazzband
- 1932: Trenck
- 1933: So ein Mädel vergißt man nicht
- 1933: Keinen Tag ohne dich
- 1933: Kleines Mädel, großes Glück
- 1934: Mutter und Kind
- 1934: Die Liebe siegt
- 1937: Gordian, der Tyrann
- 1937: Heiratsinstitut Ida & Co.
- 1937: Ein Volksfeind
- 1937: Tango Notturno
- 1937: Wie einst im Mai
- 1938: Der unmögliche Herr Pitt
- 1938: Lauter Lügen
- 1938: Eine Frau kommt in die Tropen
- 1938: Die Stimme aus dem Äther
- 1939: Das Lied der Wüste
- 1942: Die goldene Stadt
- 1955: Ich weiß, wofür ich lebe